# جان کمپبل، چهارمین دوک آرگیل
جان کمپبل، چهارمین دوک آرگیل (انگلیسی: John Campbell, 4th Duke of Argyll; ۱ ژانویهٔ ۱۶۹۳ – ۹ نوامبر ۱۷۷۰) سیاستمدار و نظامی اهل اسکاتلند بود. وی همچنین برندهٔ جوایزی همچون نشان گل خار شده‌است.